# Сливарово
Сливарово (болг. Сливарово) — село в Бургасской области Болгарии. Входит в состав общины Малко-Тырново. Находится примерно в 12 км к востоку от центра города Малко-Тырново и примерно в 62 км к югу от центра города Бургас. По данным переписи населения 2011 года, в селе  проживало 11 человек, преобладающая национальность — болгары.

## Население
| Год     | 1934 | 1946 | 1956 | 1965 | 1975 | 1985 | 1992 | 2001 | 2011 |
| ------- | ---- | ---- | ---- | ---- | ---- | ---- | ---- | ---- | ---- |
| Жителей | 427  | 544  | 312  | 124  | 26   | 13   | 11   | 11   | 11   |

|  |